# Setmana Ciclista Valenciana 2019
3. udgave af Setmana Ciclista Valenciana fandt sted fra den 21. februar til 24. februar 2019. Løbet var af UCI klassificeret som 2.2. Den samlede vinder af løbet blev tyske Clara Koppenburg fra Team WNT.

## Hold og ryttere
| UCI Women's Teams (20)- Alé Cipollini - Bigla - Bizkaia-Durango - Boels Dolmans - Canyon-SRAM Racing - CCC-Liv - Charente-Maritime Women Cycling - Doltcini-Van Eyck Sport - Drops - FDJ-Nouvelle Aquitaine-Futuroscope - Health Mate-Ladies Team - Lotto Soudal Ladies - Massi Tactic - Mexx-Watersley International - Movistar Team - Sopela - Sunweb Women - Trek-Segafredo - Valcar Cylance - WNT-Rotor Pro Cycling Landshold- Norge Amatørkvindehold (5)- Delikia Ginestar - DN Biofrais - DN Languedoc Le Boulou - Remax - Team Stuttgart |
| |

### Danske ryttere
- Cecilie Uttrup Ludwig kørte for Bigla Pro Cycling
- Pernille Mathiesen kørte for Team Sunweb
- Trine Holmsgaard kørte for DN Languedoc Le Boulou

## Etaperne
| Etape    | Dato     | Start – Mål          | type | Afstand (km) | Etapevinder      | Førende rytter   |
| -------- | -------- | -------------------- | ---- | ------------ | ---------------- | ---------------- |
| 1. etape | 21. feb. | Cullera – Gandia     |      | 126          | Ruth Winder      | Ruth Winder      |
| 2. etape | 22. feb. | Borriol – Villarreal |      | 100          | Lotta Lepistö    | Ruth Winder      |
| 3. etape | 23. feb. | La Nucia – Castalla  |      | 110          | Clara Koppenburg | Clara Koppenburg |
| 4. etape | 24. feb. | Valencia – Sagunto   |      | 104          | Lotta Lepistö    | Clara Koppenburg |

## Løbet

### 1. etape
| \| Etaperesultat \| Etaperesultat \| Etaperesultat \| Etaperesultat \| Etaperesultat \| \| Rytter \| Rytter \| Hold \| Tid \| \| \| ------------- \| -------------------- \| --------------------- \| ------------- \| ------------- \| \| 1. \| Ruth Winder \| Trek-Segafredo \| 3t 07' 43" \| \| \| 2. \| Soraya Paladin \| Alé Cipollini \| + 2" \| \| \| 3. \| Karol-Ann Canuel \| Boels Dolmans \| + 2" \| \| \| 4. \| Mavi García \| Movistar Team \| + 5" \| \| \| 5. \| Coryn Rivera \| Sunweb \| + 5" \| \| \| 6. \| Elena Cecchini \| Canyon-SRAM Racing \| + 5" \| \| \| 7. \| Sheyla Gutiérrez \| Movistar Team \| + 5" \| \| \| 8. \| Claudia Koster \| WNT-Rotor Pro Cycling \| + 5" \| \| \| 9. \| Stine Borgli \| Norge \| + 5" \| \| \| 10. \| Elisa Longo Borghini \| Trek-Segafredo \| + 5" \| \| |                      |                       |            |
| |                      |                       |            |
| Kilde: ProCyclingStats |                      |                       |            |
| Etaperesultat |                      |                       |            |
| Rytter | Rytter               | Hold                  | Tid        |
| 1. | Ruth Winder          | Trek-Segafredo        | 3t 07' 43" |
| 2. | Soraya Paladin       | Alé Cipollini         | + 2"       |
| 3. | Karol-Ann Canuel     | Boels Dolmans         | + 2"       |
| 4. | Mavi García          | Movistar Team         | + 5"       |
| 5. | Coryn Rivera         | Sunweb                | + 5"       |
| 6. | Elena Cecchini       | Canyon-SRAM Racing    | + 5"       |
| 7. | Sheyla Gutiérrez     | Movistar Team         | + 5"       |
| 8. | Claudia Koster       | WNT-Rotor Pro Cycling | + 5"       |
| 9. | Stine Borgli         | Norge                 | + 5"       |
| 10. | Elisa Longo Borghini | Trek-Segafredo        | + 5"       |

| \| Samlede stilling \| Samlede stilling \| Samlede stilling \| Samlede stilling \| Samlede stilling \| \| Rytter \| Rytter \| Hold \| Tid \| \| \| ---------------- \| -------------------- \| --------------------- \| ---------------- \| ---------------- \| \| 1. \| Ruth Winder \| Trek-Segafredo \| 3t 07' 33" \| \| \| 2. \| Soraya Paladin \| Alé Cipollini \| + 6" \| \| \| 3. \| Karol-Ann Canuel \| Boels Dolmans \| + 8" \| \| \| 4. \| Mavi García \| Movistar Team \| + 15" \| \| \| 5. \| Coryn Rivera \| Sunweb \| + 15" \| \| \| 6. \| Elena Cecchini \| Canyon-SRAM Racing \| + 15" \| \| \| 7. \| Sheyla Gutiérrez \| Movistar Team \| + 15" \| \| \| 8. \| Claudia Koster \| WNT-Rotor Pro Cycling \| + 15" \| \| \| 9. \| Stine Borgli \| Norge \| + 15" \| \| \| 10. \| Elisa Longo Borghini \| Trek-Segafredo \| + 15" \| \| |                      |                       |            |
| |                      |                       |            |
| Kilde: ProCyclingStats |                      |                       |            |
| Samlede stilling |                      |                       |            |
| Rytter | Rytter               | Hold                  | Tid        |
| 1. | Ruth Winder          | Trek-Segafredo        | 3t 07' 33" |
| 2. | Soraya Paladin       | Alé Cipollini         | + 6"       |
| 3. | Karol-Ann Canuel     | Boels Dolmans         | + 8"       |
| 4. | Mavi García          | Movistar Team         | + 15"      |
| 5. | Coryn Rivera         | Sunweb                | + 15"      |
| 6. | Elena Cecchini       | Canyon-SRAM Racing    | + 15"      |
| 7. | Sheyla Gutiérrez     | Movistar Team         | + 15"      |
| 8. | Claudia Koster       | WNT-Rotor Pro Cycling | + 15"      |
| 9. | Stine Borgli         | Norge                 | + 15"      |
| 10. | Elisa Longo Borghini | Trek-Segafredo        | + 15"      |

### 2. etape
| \| Etaperesultat \| Etaperesultat \| Etaperesultat \| Etaperesultat \| Etaperesultat \| \| Rytter \| Rytter \| Hold \| Tid \| \| \| ------------- \| ------------------------- \| ---------------------------------- \| ------------- \| ------------- \| \| 1. \| Lotta Lepistö \| Trek-Segafredo \| 2t 30' 14" \| \| \| 2. \| Maria Giulia Confalonieri \| Valcar Cylance \| + 0" \| \| \| 3. \| Elena Cecchini \| Canyon-SRAM Racing \| + 0" \| \| \| 4. \| Roxane Fournier \| Movistar Team \| + 0" \| \| \| 5. \| Coryn Rivera \| Sunweb \| + 0" \| \| \| 6. \| Anna Trevisi \| Alé Cipollini \| + 0" \| \| \| 7. \| Jip van den Bos \| Boels Dolmans \| + 0" \| \| \| 8. \| Ilaria Sanguineti \| Valcar Cylance \| + 0" \| \| \| 9. \| Eugénie Duval \| FDJ-Nouvelle Aquitaine-Futuroscope \| + 0" \| \| \| 10. \| Claudia Koster \| WNT-Rotor Pro Cycling \| + 0" \| \| |                           |                                    |            |
| |                           |                                    |            |
| Kilde: ProCyclingStats |                           |                                    |            |
| Etaperesultat |                           |                                    |            |
| Rytter | Rytter                    | Hold                               | Tid        |
| 1. | Lotta Lepistö             | Trek-Segafredo                     | 2t 30' 14" |
| 2. | Maria Giulia Confalonieri | Valcar Cylance                     | + 0"       |
| 3. | Elena Cecchini            | Canyon-SRAM Racing                 | + 0"       |
| 4. | Roxane Fournier           | Movistar Team                      | + 0"       |
| 5. | Coryn Rivera              | Sunweb                             | + 0"       |
| 6. | Anna Trevisi              | Alé Cipollini                      | + 0"       |
| 7. | Jip van den Bos           | Boels Dolmans                      | + 0"       |
| 8. | Ilaria Sanguineti         | Valcar Cylance                     | + 0"       |
| 9. | Eugénie Duval             | FDJ-Nouvelle Aquitaine-Futuroscope | + 0"       |
| 10. | Claudia Koster            | WNT-Rotor Pro Cycling              | + 0"       |

| \| Samlede stilling \| Samlede stilling \| Samlede stilling \| Samlede stilling \| Samlede stilling \| \| Rytter \| Rytter \| Hold \| Tid \| \| \| ---------------- \| ---------------------- \| --------------------- \| ---------------- \| ---------------- \| \| 1. \| Ruth Winder \| Trek-Segafredo \| 5t 37' 47" \| \| \| 2. \| Soraya Paladin \| Alé Cipollini \| + 6" \| \| \| 3. \| Karol-Ann Canuel \| Boels Dolmans \| + 8" \| \| \| 4. \| Elena Cecchini \| Canyon-SRAM Racing \| + 15" \| \| \| 5. \| Coryn Rivera \| Sunweb \| + 15" \| \| \| 6. \| Claudia Koster \| WNT-Rotor Pro Cycling \| + 15" \| \| \| 7. \| Ashleigh Moolman-Pasio \| CCC-Liv \| + 15" \| \| \| 8. \| Floortje Mackaij \| Sunweb \| + 15" \| \| \| 9. \| Cecilie Uttrup Ludwig \| Bigla \| + 15" \| \| \| 10. \| Stine Borgli \| Norge \| + 15" \| \| |                        |                       |            |
| |                        |                       |            |
| Kilde: ProCyclingStats |                        |                       |            |
| Samlede stilling |                        |                       |            |
| Rytter | Rytter                 | Hold                  | Tid        |
| 1. | Ruth Winder            | Trek-Segafredo        | 5t 37' 47" |
| 2. | Soraya Paladin         | Alé Cipollini         | + 6"       |
| 3. | Karol-Ann Canuel       | Boels Dolmans         | + 8"       |
| 4. | Elena Cecchini         | Canyon-SRAM Racing    | + 15"      |
| 5. | Coryn Rivera           | Sunweb                | + 15"      |
| 6. | Claudia Koster         | WNT-Rotor Pro Cycling | + 15"      |
| 7. | Ashleigh Moolman-Pasio | CCC-Liv               | + 15"      |
| 8. | Floortje Mackaij       | Sunweb                | + 15"      |
| 9. | Cecilie Uttrup Ludwig  | Bigla                 | + 15"      |
| 10. | Stine Borgli           | Norge                 | + 15"      |

### 3. etape
| \| Etaperesultat \| Etaperesultat \| Etaperesultat \| Etaperesultat \| Etaperesultat \| \| Rytter \| Rytter \| Hold \| Tid \| \| \| ------------- \| ---------------------- \| --------------------- \| ------------- \| ------------- \| \| 1. \| Clara Koppenburg \| WNT-Rotor Pro Cycling \| 3t 01' 13" \| \| \| 2. \| Ashleigh Moolman-Pasio \| CCC-Liv \| + 49" \| \| \| 3. \| Soraya Paladin \| Alé Cipollini \| + 51" \| \| \| 4. \| Eider Merino \| Movistar Team \| + 1' 12" \| \| \| 5. \| Janneke Ensing \| Sunweb \| + 1' 12" \| \| \| 6. \| Erica Magnaldi \| WNT-Rotor Pro Cycling \| + 1' 27" \| \| \| 7. \| Julie Van de Velde \| Lotto Soudal Ladies \| + 1' 28" \| \| \| 8. \| Katie Hall \| Boels Dolmans \| + 1' 31" \| \| \| 9. \| Katrine Aalerud \| Norge \| + 1' 34" \| \| \| 10. \| Pauliena Rooijakkers \| CCC-Liv \| + 1' 34" \| \| |                        |                       |            |
| |                        |                       |            |
| Kilde: ProCyclingStats |                        |                       |            |
| Etaperesultat |                        |                       |            |
| Rytter | Rytter                 | Hold                  | Tid        |
| 1. | Clara Koppenburg       | WNT-Rotor Pro Cycling | 3t 01' 13" |
| 2. | Ashleigh Moolman-Pasio | CCC-Liv               | + 49"      |
| 3. | Soraya Paladin         | Alé Cipollini         | + 51"      |
| 4. | Eider Merino           | Movistar Team         | + 1' 12"   |
| 5. | Janneke Ensing         | Sunweb                | + 1' 12"   |
| 6. | Erica Magnaldi         | WNT-Rotor Pro Cycling | + 1' 27"   |
| 7. | Julie Van de Velde     | Lotto Soudal Ladies   | + 1' 28"   |
| 8. | Katie Hall             | Boels Dolmans         | + 1' 31"   |
| 9. | Katrine Aalerud        | Norge                 | + 1' 34"   |
| 10. | Pauliena Rooijakkers   | CCC-Liv               | + 1' 34"   |

| \| Samlede stilling \| Samlede stilling \| Samlede stilling \| Samlede stilling \| Samlede stilling \| \| Rytter \| Rytter \| Hold \| Tid \| \| \| ---------------- \| ---------------------- \| --------------------- \| ---------------- \| ---------------- \| \| 1. \| Clara Koppenburg \| WNT-Rotor Pro Cycling \| 8t 39' 10" \| \| \| 2. \| Soraya Paladin \| Alé Cipollini \| + 43" \| \| \| 3. \| Ashleigh Moolman-Pasio \| CCC-Liv \| + 48" \| \| \| 4. \| Eider Merino \| Movistar Team \| + 1' 22" \| \| \| 5. \| Janneke Ensing \| Sunweb \| + 1' 26" \| \| \| 6. \| Erica Magnaldi \| WNT-Rotor Pro Cycling \| + 1' 37" \| \| \| 7. \| Julie Van de Velde \| Lotto Soudal Ladies \| + 1' 42" \| \| \| 8. \| Katrine Aalerud \| Norge \| + 1' 44" \| \| \| 9. \| Katie Hall \| Boels Dolmans \| + 1' 45" \| \| \| 10. \| Karol-Ann Canuel \| Boels Dolmans \| + 1' 55" \| \| |                        |                       |            |
| |                        |                       |            |
| Kilde: ProCyclingStats |                        |                       |            |
| Samlede stilling |                        |                       |            |
| Rytter | Rytter                 | Hold                  | Tid        |
| 1. | Clara Koppenburg       | WNT-Rotor Pro Cycling | 8t 39' 10" |
| 2. | Soraya Paladin         | Alé Cipollini         | + 43"      |
| 3. | Ashleigh Moolman-Pasio | CCC-Liv               | + 48"      |
| 4. | Eider Merino           | Movistar Team         | + 1' 22"   |
| 5. | Janneke Ensing         | Sunweb                | + 1' 26"   |
| 6. | Erica Magnaldi         | WNT-Rotor Pro Cycling | + 1' 37"   |
| 7. | Julie Van de Velde     | Lotto Soudal Ladies   | + 1' 42"   |
| 8. | Katrine Aalerud        | Norge                 | + 1' 44"   |
| 9. | Katie Hall             | Boels Dolmans         | + 1' 45"   |
| 10. | Karol-Ann Canuel       | Boels Dolmans         | + 1' 55"   |

### 4. etape
| \| Etaperesultat \| Etaperesultat \| Etaperesultat \| Etaperesultat \| Etaperesultat \| \| Rytter \| Rytter \| Hold \| Tid \| \| \| ------------- \| --------------- \| ---------------------------------- \| ------------- \| ------------- \| \| 1. \| Lotta Lepistö \| Trek-Segafredo \| 2t 27' 19" \| \| \| 2. \| Elena Cecchini \| Canyon-SRAM Racing \| + 0" \| \| \| 3. \| Coryn Rivera \| Sunweb \| + 0" \| \| \| 4. \| Roxane Fournier \| Movistar Team \| + 0" \| \| \| 5. \| Claudia Koster \| WNT-Rotor Pro Cycling \| + 0" \| \| \| 6. \| Jip van den Bos \| Boels Dolmans \| + 0" \| \| \| 7. \| Eva Buurman \| Boels Dolmans \| + 0" \| \| \| 8. \| Sandra Alonso \| Bizkaia-Durango \| + 3" \| \| \| 9. \| Stine Borgli \| Keukens Redant \| + 3" \| \| \| 10. \| Eugénie Duval \| FDJ-Nouvelle Aquitaine-Futuroscope \| + 3" \| \| |                 |                                    |            |
| |                 |                                    |            |
| Kilde: ProCyclingStats |                 |                                    |            |
| Etaperesultat |                 |                                    |            |
| Rytter | Rytter          | Hold                               | Tid        |
| 1. | Lotta Lepistö   | Trek-Segafredo                     | 2t 27' 19" |
| 2. | Elena Cecchini  | Canyon-SRAM Racing                 | + 0"       |
| 3. | Coryn Rivera    | Sunweb                             | + 0"       |
| 4. | Roxane Fournier | Movistar Team                      | + 0"       |
| 5. | Claudia Koster  | WNT-Rotor Pro Cycling              | + 0"       |
| 6. | Jip van den Bos | Boels Dolmans                      | + 0"       |
| 7. | Eva Buurman     | Boels Dolmans                      | + 0"       |
| 8. | Sandra Alonso   | Bizkaia-Durango                    | + 3"       |
| 9. | Stine Borgli    | Keukens Redant                     | + 3"       |
| 10. | Eugénie Duval   | FDJ-Nouvelle Aquitaine-Futuroscope | + 3"       |

## Resultater
| \| Samlede stilling \| Samlede stilling \| Samlede stilling \| Samlede stilling \| Samlede stilling \| \| Rytter \| Rytter \| Hold \| Tid \| \| \| ---------------- \| ---------------------- \| --------------------- \| ---------------- \| ---------------- \| \| 1. \| Clara Koppenburg \| WNT-Rotor Pro Cycling \| 11t 06' 38" \| \| \| 2. \| Soraya Paladin \| Alé Cipollini \| + 37" \| \| \| 3. \| Ashleigh Moolman-Pasio \| CCC-Liv \| + 42" \| \| \| 4. \| Eider Merino \| Movistar Team \| + 1' 16" \| \| \| 5. \| Janneke Ensing \| Sunweb \| + 1' 26" \| \| \| 6. \| Erica Magnaldi \| WNT-Rotor Pro Cycling \| + 1' 37" \| \| \| 7. \| Julie Van de Velde \| Lotto Soudal Ladies \| + 1' 42" \| \| \| 8. \| Katie Hall \| Boels Dolmans \| + 1' 45" \| \| \| 9. \| Karol-Ann Canuel \| Boels Dolmans \| + 1' 49" \| \| \| 10. \| Cecilie Uttrup Ludwig \| Bigla \| + 1' 54" \| \| |                        |                       |             |
| |                        |                       |             |
| Kilde: ProCyclingStats |                        |                       |             |
| Samlede stilling |                        |                       |             |
| Rytter | Rytter                 | Hold                  | Tid         |
| 1. | Clara Koppenburg       | WNT-Rotor Pro Cycling | 11t 06' 38" |
| 2. | Soraya Paladin         | Alé Cipollini         | + 37"       |
| 3. | Ashleigh Moolman-Pasio | CCC-Liv               | + 42"       |
| 4. | Eider Merino           | Movistar Team         | + 1' 16"    |
| 5. | Janneke Ensing         | Sunweb                | + 1' 26"    |
| 6. | Erica Magnaldi         | WNT-Rotor Pro Cycling | + 1' 37"    |
| 7. | Julie Van de Velde     | Lotto Soudal Ladies   | + 1' 42"    |
| 8. | Katie Hall             | Boels Dolmans         | + 1' 45"    |
| 9. | Karol-Ann Canuel       | Boels Dolmans         | + 1' 49"    |
| 10. | Cecilie Uttrup Ludwig  | Bigla                 | + 1' 54"    |

| Samlede stilling | Samlede stilling       | Samlede stilling      | Samlede stilling | Samlede stilling |
| Rytter           | Rytter                 | Hold                  | Tid              |                  |
| ---------------- | ---------------------- | --------------------- | ---------------- | ---------------- |
| 1.               | Clara Koppenburg       | WNT-Rotor Pro Cycling | 11t 06' 38"      |                  |
| 2.               | Soraya Paladin         | Alé Cipollini         | + 37"            |                  |
| 3.               | Ashleigh Moolman-Pasio | CCC-Liv               | + 42"            |                  |
| 4.               | Eider Merino           | Movistar Team         | + 1' 16"         |                  |
| 5.               | Janneke Ensing         | Sunweb                | + 1' 26"         |                  |
| 6.               | Erica Magnaldi         | WNT-Rotor Pro Cycling | + 1' 37"         |                  |
| 7.               | Julie Van de Velde     | Lotto Soudal Ladies   | + 1' 42"         |                  |
| 8.               | Katie Hall             | Boels Dolmans         | + 1' 45"         |                  |
| 9.               | Karol-Ann Canuel       | Boels Dolmans         | + 1' 49"         |                  |
| 10.              | Cecilie Uttrup Ludwig  | Bigla                 | + 1' 54"         |                  |

| Bjergkonkurrence | Bjergkonkurrence       | Bjergkonkurrence      | Bjergkonkurrence | Bjergkonkurrence |
| Rytter           | Rytter                 | Hold                  | Point            |                  |
| ---------------- | ---------------------- | --------------------- | ---------------- | ---------------- |
| 1.               | Soraya Paladin         | Alé Cipollini         | 21 point         |                  |
| 2.               | Clara Koppenburg       | WNT-Rotor Pro Cycling | 16 point         |                  |
| 3.               | Janneke Ensing         | Sunweb                | 8 point          |                  |
| 4.               | Ashleigh Moolman-Pasio | CCC-Liv               | 8 point          |                  |
| 5.               | Cecilie Uttrup Ludwig  | Bigla                 | 7 point          |                  |

| Bjergkonkurrence | Bjergkonkurrence       | Bjergkonkurrence      | Bjergkonkurrence | Bjergkonkurrence |
| Rytter           | Rytter                 | Hold                  | Point            |                  |
| ---------------- | ---------------------- | --------------------- | ---------------- | ---------------- |
| 1.               | Soraya Paladin         | Alé Cipollini         | 21 point         |                  |
| 2.               | Clara Koppenburg       | WNT-Rotor Pro Cycling | 16 point         |                  |
| 3.               | Janneke Ensing         | Sunweb                | 8 point          |                  |
| 4.               | Ashleigh Moolman-Pasio | CCC-Liv               | 8 point          |                  |
| 5.               | Cecilie Uttrup Ludwig  | Bigla                 | 7 point          |                  |

| Sprintkonkurrence | Sprintkonkurrence | Sprintkonkurrence | Sprintkonkurrence | Sprintkonkurrence |
| Rytter            | Rytter            | Hold              | Point             |                   |
| ----------------- | ----------------- | ----------------- | ----------------- | ----------------- |
| 1.                | Susanne Andersen  | Sunweb            | 0 point           |                   |

| Sprintkonkurrence | Sprintkonkurrence | Sprintkonkurrence | Sprintkonkurrence | Sprintkonkurrence |
| Rytter            | Rytter            | Hold              | Point             |                   |
| ----------------- | ----------------- | ----------------- | ----------------- | ----------------- |
| 1.                | Susanne Andersen  | Sunweb            | 0 point           |                   |

| Ungdomskonkurrence | Ungdomskonkurrence | Ungdomskonkurrence                 | Ungdomskonkurrence | Ungdomskonkurrence |
| Rytter             | Rytter             | Hold                               | Tid                |                    |
| ------------------ | ------------------ | ---------------------------------- | ------------------ | ------------------ |
| 1.                 | Barbara Malcotti   | Valcar Cylance                     | 11t 10' 30"        |                    |
| 2.                 | Évita Muzic        | FDJ-Nouvelle Aquitaine-Futuroscope | + 2"               |                    |
| 3.                 | Nicole D'agostin   | Bizkaia-Durango                    | + 58"              |                    |
| 4.                 | Abby-Mae Parkinson | Drops                              | + 2' 41"           |                    |
| 5.                 | Mikayla Harvey     | Bigla                              | + 2' 48"           |                    |

| Ungdomskonkurrence | Ungdomskonkurrence | Ungdomskonkurrence                 | Ungdomskonkurrence | Ungdomskonkurrence |
| Rytter             | Rytter             | Hold                               | Tid                |                    |
| ------------------ | ------------------ | ---------------------------------- | ------------------ | ------------------ |
| 1.                 | Barbara Malcotti   | Valcar Cylance                     | 11t 10' 30"        |                    |
| 2.                 | Évita Muzic        | FDJ-Nouvelle Aquitaine-Futuroscope | + 2"               |                    |
| 3.                 | Nicole D'agostin   | Bizkaia-Durango                    | + 58"              |                    |
| 4.                 | Abby-Mae Parkinson | Drops                              | + 2' 41"           |                    |
| 5.                 | Mikayla Harvey     | Bigla                              | + 2' 48"           |                    |

## Startliste
| Canyon-SRAM Racing CSR | Canyon-SRAM Racing CSR | Canyon-SRAM Racing CSR |
| ---------------------- | ---------------------- | ---------------------- |
| Nr.                    | Rytter                 | Placering              |
| 1                      | Hannah Barnes (GBR)    | 16.                    |
| 2                      | Alena Amjaljusik (BLR) | 26.                    |
| 3                      | Elena Cecchini (ITA)   | 37.                    |
| 4                      | Tiffany Cromwell (AUS) | 69.                    |
| 5                      | Christa Riffel (GER)   | 94.                    |
| 6                      | Hannah Ludwig (GER)    | 70.                    |
| 7                      | Omer Shapira (ISR)     | 39.                    |

| Bigla BIG | Bigla BIG                          | Bigla BIG |
| --------- | ---------------------------------- | --------- |
| Nr.       | Rytter                             | Placering |
| 11        | Cecilie Uttrup Ludwig (DEN)        | 10.       |
| 12        | Leah Thomas (USA)                  | 14.       |
| 13        | Mikayla Harvey (NZL)               | 41.       |
| 14        | Elizabeth Banks (GBR)              | 35.       |
| 15        | Nicole Hanselmann (SUI) (landevej) | 72.       |
| 16        | Elise Chabbey (SUI)                | 17.       |
| 17        | Maria Vittoria Sperotto (ITA)      | 61.       |

| Movistar Team MOV | Movistar Team MOV             | Movistar Team MOV |
| ----------------- | ----------------------------- | ----------------- |
| Nr.               | Rytter                        | Placering         |
| 21                | Roxane Fournier (FRA)         | 67.               |
| 22                | Mavi García (ESP)             | 19.               |
| 23                | Lorena Llamas (ESP)           | 36.               |
| 24                | Eider Merino (ESP) (landevej) | 4.                |
| 25                | Lourdes Oyarbide (ESP)        | 44.               |
| 26                | Sheyla Gutiérrez (ESP)        | 64.               |
| 27                | Alba Teruel Ribes (ESP)       | 107.              |

| Alé Cipollini ALE | Alé Cipollini ALE      | Alé Cipollini ALE |
| ----------------- | ---------------------- | ----------------- |
| Nr.               | Rytter                 | Placering         |
| 31                | Anna Trevisi (ITA)     | 83.               |
| 32                | Soraya Paladin (ITA)   | 2.                |
| 33                | Karlijn Swinkels (NED) | 109.              |
| 34                | Jelena Erić (SRB)      | 82.               |
| 35                | Diana Peñuela (COL)    | 77.               |
| 36                | Giorgia Bariani (ITA)  | 106.              |

| FDJ-Nouvelle Aquitaine-Futuroscope FDJ | FDJ-Nouvelle Aquitaine-Futuroscope FDJ | FDJ-Nouvelle Aquitaine-Futuroscope FDJ |
| -------------------------------------- | -------------------------------------- | -------------------------------------- |
| Nr.                                    | Rytter                                 | Placering                              |
| 41                                     | Shara Gillow (AUS)                     | 15.                                    |
| 42                                     | Charlotte Bravard (FRA)                | 62.                                    |
| 43                                     | Eugénie Duval (FRA)                    | 30.                                    |
| 44                                     | Victorie Guilman (FRA)                 | 65.                                    |
| 45                                     | Évita Muzic (FRA)                      | 29.                                    |
| 46                                     | Jade Wiel (FRA)                        | 85.                                    |

| WNT-Rotor Pro Cycling WNT | WNT-Rotor Pro Cycling WNT | WNT-Rotor Pro Cycling WNT |
| ------------------------- | ------------------------- | ------------------------- |
| Nr.                       | Rytter                    | Placering                 |
| 51                        | Ane Santesteban (ESP)     | 22.                       |
| 52                        | Lara Vieceli (ITA)        | 31.                       |
| 53                        | Erica Magnaldi (ITA)      | 6.                        |
| 54                        | Clara Koppenburg (GER)    | 1.                        |
| 55                        | Aafke Soet (NED)          | 63.                       |
| 56                        | Claudia Koster (NED)      | 23.                       |
| 57                        | Sarah Rijkes (AUT)        | 49.                       |

| Boels Dolmans DLT | Boels Dolmans DLT      | Boels Dolmans DLT |
| ----------------- | ---------------------- | ----------------- |
| Nr.               | Rytter                 | Placering         |
| 61                | Katie Hall (USA)       | 8.                |
| 62                | Karol-Ann Canuel (CAN) | 9.                |
| 63                | Chantal Blaak (NED)    | 34.               |
| 64                | Skylar Schneider (USA) | 122.              |
| 65                | Jip van den Bos (NED)  | 59.               |
| 66                | Eva Buurman (NED)      | 58.               |

| Sunweb SUN | Sunweb SUN                    | Sunweb SUN |
| ---------- | ----------------------------- | ---------- |
| Nr.        | Rytter                        | Placering  |
| 71         | Susanne Andersen (NOR)        | 76.        |
| 72         | Janneke Ensing (NED)          | 5.         |
| 73         | Juliette Labous (FRA)         | 48.        |
| 74         | Floortje Mackaij (NED)        | 13.        |
| 75         | Pernille Mathiesen (DEN)      | 60.        |
| 76         | Coryn Rivera (USA) (landevej) | 46.        |
| 77         | Julia Soek (NED)              | DNF-4      |

| CCC-Liv CCC | CCC-Liv CCC                             | CCC-Liv CCC |
| ----------- | --------------------------------------- | ----------- |
| Nr.         | Rytter                                  | Placering   |
| 81          | Valerie Demey (BEL)                     | 45.         |
| 82          | Agnieszka Skalniak-Sójka (POL)          | 89.         |
| 83          | Marta Lach (POL)                        | 54.         |
| 84          | Riejanne Markus (NED)                   | 38.         |
| 85          | Pauliena Rooijakkers (NED)              | 11.         |
| 86          | Ashleigh Moolman-Pasio (RSA) (landevej) | 3.          |
| 87          | Evy Kuijpers (NED)                      | 105.        |

| Trek-Segafredo TFS | Trek-Segafredo TFS                    | Trek-Segafredo TFS |
| ------------------ | ------------------------------------- | ------------------ |
| Nr.                | Rytter                                | Placering          |
| 91                 | Audrey Cordon-Ragot (FRA)             | 81.                |
| 92                 | Lotta Lepistö (FIN) (landevej)        | 51.                |
| 93                 | Elisa Longo Borghini (ITA) (landevej) | 20.                |
| 94                 | Anna Plichta (POL)                    | 84.                |
| 95                 | Ellen van Dijk (NED)                  | 18.                |
| 96                 | Ruth Winder (USA)                     | 24.                |
| 97                 | Trixi Worrack (GER)                   | DNF-1              |

| Valcar Cylance VAL | Valcar Cylance VAL              | Valcar Cylance VAL |
| ------------------ | ------------------------------- | ------------------ |
| Nr.                | Rytter                          | Placering          |
| 101                | Maria Giulia Confalonieri (ITA) | 86.                |
| 102                | Silvia Pollicini (ITA)          | 79.                |
| 103                | Barbara Malcotti (ITA)          | 28.                |
| 104                | Dalia Muccioli (ITA)            | 97.                |
| 105                | Asja Paladin (ITA)              | 88.                |
| 106                | Alessia Vigilia (ITA)           | 101.               |
| 107                | Ilaria Sanguineti (ITA)         | 87.                |

| Bizkaia-Durango BDP | Bizkaia-Durango BDP     | Bizkaia-Durango BDP |
| ------------------- | ----------------------- | ------------------- |
| Nr.                 | Rytter                  | Placering           |
| 111                 | Sandra Alonso (ESP)     | 78.                 |
| 112                 | Cristina Martínez (ESP) | 53.                 |
| 113                 | Natalie Grinczer (GBR)  | 66.                 |
| 114                 | Aroa Gorostiza (ESP)    | 130.                |
| 115                 | Ariana Gilabert (ESP)   | DNF-3               |
| 116                 | Nicole D'agostin (ITA)  | 33.                 |
| 117                 | Doris Schweizer (SUI)   | DNF-3               |

| Doltcini-Van Eyck Sport DVE | Doltcini-Van Eyck Sport DVE   | Doltcini-Van Eyck Sport DVE |
| --------------------------- | ----------------------------- | --------------------------- |
| Nr.                         | Rytter                        | Placering                   |
| 121                         | Tetyana Riabchenko (UKR)      | 27.                         |
| 122                         | Daniela Reis (POR) (landevej) | 71.                         |
| 123                         | Séverine Eraud (FRA)          | 75.                         |
| 124                         | Marion Sicot (FRA)            | 91.                         |
| 126                         | Mieke Docx (BEL)              | 121.                        |
| 127                         | Bryony van Velzen (NED)       | DNF                         |

| Drops DRP | Drops DRP                | Drops DRP |
| --------- | ------------------------ | --------- |
| Nr.       | Rytter                   | Placering |
| 131       | Grace Anderson (NZL)     | 114.      |
| 132       | Anna Christian (GBR)     | 57.       |
| 133       | Elizabeth Holden (GBR)   | 52.       |
| 134       | Manon Lloyd (GBR)        | 119.      |
| 135       | Abby-Mae Parkinson (GBR) | 40.       |
| 136       | Hannah Payton (GBR)      | DNS-3     |

| Health Mate-Ladies Team HMT | Health Mate-Ladies Team HMT       | Health Mate-Ladies Team HMT |
| --------------------------- | --------------------------------- | --------------------------- |
| Nr.                         | Rytter                            | Placering                   |
| 141                         | Kathrin Schweinberger (AUT)       | 99.                         |
| 142                         | Christina Schweinberger (AUT)     | 118.                        |
| 143                         | Kirstie van Haaften (NED)         | DNS-2                       |
| 144                         | Fien Delbaere (BEL)               | 104.                        |
| 145                         | Zsófia Szabó (HUN)                | 128.                        |
| 146                         | Sara Mustonen (SWE)               | 102.                        |
| 147                         | Laura Camila Lozano Ramirez (COL) | 55.                         |

| Lotto Soudal Ladies LSL | Lotto Soudal Ladies LSL   | Lotto Soudal Ladies LSL |
| ----------------------- | ------------------------- | ----------------------- |
| Nr.                     | Rytter                    | Placering               |
| 151                     | Kelly Van den Steen (BEL) | 25.                     |
| 152                     | Julie Van de Velde (BEL)  | 7.                      |
| 153                     | Demi de Jong (NED)        | 56.                     |
| 154                     | Danique Braam (NED)       | 90.                     |
| 155                     | Marie Dessart (BEL)       | 32.                     |
| 156                     | Puck Moonen (NED)         | 92.                     |
| 157                     | Dani Christmas (GBR)      | 42.                     |

| Sopela Women's Team SWT | Sopela Women's Team SWT       | Sopela Women's Team SWT |
| ----------------------- | ----------------------------- | ----------------------- |
| Nr.                     | Rytter                        | Placering               |
| 161                     | Yurani Blanco Calbet (ESP)    | 125.                    |
| 162                     | Ariadna Trias (ESP)           | 132.                    |
| 163                     | Mireia Trias (ESP)            | 80.                     |
| 164                     | Elne Owen (RSA)               | HD-3                    |
| 165                     | Alexandra Moreno (ESP)        | HD-3                    |
| 166                     | Andere Basterra (ESP)         | DNF-1                   |
| 167                     | Isabel Ferreres Navarro (ESP) | HD-3                    |

| Charente-Maritime CMW | Charente-Maritime CMW | Charente-Maritime CMW |
| --------------------- | --------------------- | --------------------- |
| Nr.                   | Rytter                | Placering             |
| 171                   | Pauline Allin (FRA)   | 116.                  |
| 172                   | India Grangier (FRA)  | 117.                  |
| 173                   | Noémie Abgrall (FRA)  | 108.                  |
| 174                   | Manon Minaud (FRA)    | DNF-4                 |
| 175                   | Lucie Lahaye (FRA)    | 123.                  |
| 176                   | Gladys Verhulst (FRA) | DNF-4                 |
| 177                   | Anaïs Morichon (FRA)  | HD-4                  |

| Massi Tactic MAT | Massi Tactic MAT           | Massi Tactic MAT |
| ---------------- | -------------------------- | ---------------- |
| Nr.              | Rytter                     | Placering        |
| 181              | Belén López (ESP)          | 95.              |
| 182              | Teresa Ripoll Sabate (ESP) | 134.             |
| 183              | Elisabet Llabres (ESP)     | DNF-3            |
| 184              | Mireia Benito (ESP)        | 133.             |
| 185              | Nekane Gomez (ESP)         | DNF-3            |
| 186              | Sandra Moral (ESP)         | 136.             |
| 187              | Sofia Barriguete (ESP)     | DNF-2            |

| Norge NOR | Norge NOR             | Norge NOR |
| --------- | --------------------- | --------- |
| Nr.       | Rytter                | Placering |
| 191       | Katrine Aalerud       | 12.       |
| 192       | Stine Borgli          | 47.       |
| 193       | Line Marie Gulliksen  | 129.      |
| 194       | Emilie Moberg         | 93.       |
| 195       | Vita Heine (landevej) | 21.       |
| 196       | Ingrid Moe            | 120.      |
| 197       | Ingrid Lorvik         | 73.       |

| Watersley International ___ | Watersley International ___ | Watersley International ___ |
| --------------------------- | --------------------------- | --------------------------- |
| Nr.                         | Rytter                      | Placering                   |
| 201                         | Désirée Ehrler (SUI)        | 115.                        |
| 202                         | Femke Geeris (NED)          | DNF-3                       |
| 203                         | Lisa Groothuesheidkamp      | HD-3                        |
| 204                         | Sarah Inghelbrecht (BEL)    | 110.                        |
| 205                         | Nicola Juniper (GBR)        | 43.                         |
| 206                         | Corinna Lechner (GER)       | 74.                         |

| Remax Cycling Team ___ | Remax Cycling Team ___  | Remax Cycling Team ___ |
| ---------------------- | ----------------------- | ---------------------- |
| Nr.                    | Rytter                  | Placering              |
| 211                    | Fabienne Buri (SUI)     | 127.                   |
| 212                    | Marcia Eicher (SUI)     | 68.                    |
| 213                    | Vera Adrian (NAM)       | 112.                   |
| 214                    | Jutta Stienen (SUI)     | DNS-3                  |
| 215                    | Sandra Weiss (SUI)      | 100.                   |
| 216                    | Fabienne Tinguely (SUI) | DNF-2                  |
| 217                    | Selina Burch (SUI)      | 103.                   |

| Bio Frais ___ | Bio Frais ___          | Bio Frais ___ |
| ------------- | ---------------------- | ------------- |
| Nr.           | Rytter                 | Placering     |
| 221           | Loriane Ceyssat (FRA)  | 111.          |
| 222           | Alice Coutinho (FRA)   | DNF           |
| 223           | Camille Devi (FRA)     | HD-4          |
| 224           | Annabel Fisher (GBR)   | 50.           |
| 225           | Aline Guglielmi (FRA)  | 124.          |
| 226           | Manon Souyris (FRA)    | 98.           |
| 227           | Meret Zimmermann (SUI) | 96.           |

| Team Stuttgart ___ | Team Stuttgart ___          | Team Stuttgart ___ |
| ------------------ | --------------------------- | ------------------ |
| Nr.                | Rytter                      | Placering          |
| 231                | Jacqueline Dietrich (GER)   | 113.               |
| 232                | Hannah Fandel (GER)         | 135.               |
| 233                | Lea Feder (GER)             | HD-4               |
| 235                | Paulina Maxima Klimsa (GER) | HD-3               |
| 236                | Lisa Robb (GER)             | 131.               |

| DN Languedoc Le Boulou ___ | DN Languedoc Le Boulou ___   | DN Languedoc Le Boulou ___ |
| -------------------------- | ---------------------------- | -------------------------- |
| Nr.                        | Rytter                       | Placering                  |
| 241                        | Gabrielle Traxler (AUT)      | DNF-3                      |
| 243                        | Amy Jones (GBR)              | DNS-3                      |
| 244                        | Trine Holmsgaard             | DNS-4                      |
| 245                        | Molly Elizabeth Supple (FRA) | DNF-2                      |
| 246                        | Jessy Druyts (BEL)           | 126.                       |

| Delikia Ginestar ___ | Delikia Ginestar ___            | Delikia Ginestar ___ |
| -------------------- | ------------------------------- | -------------------- |
| Nr.                  | Rytter                          | Placering            |
| 251                  | Cristina Soler Llacer (ESP)     | DNF-2                |
| 252                  | Cecilia Sopena Espa (ESP)       | DNF-2                |
| 253                  | Maria Cinta Sancho Llopis (ESP) | DNS-4                |
| 254                  | Sara Bonillo Talens (ESP)       | HD-4                 |
| 255                  | Melisa Gomiz Perez (ESP)        | DNF-1                |
| 256                  | Sofia Martinez Pico (ESP)       | DNF-4                |

| Canyon-SRAM Racing CSR | Canyon-SRAM Racing CSR | Canyon-SRAM Racing CSR |
| ---------------------- | ---------------------- | ---------------------- |
| Nr.                    | Rytter                 | Placering              |
| 1                      | Hannah Barnes (GBR)    | 16.                    |
| 2                      | Alena Amjaljusik (BLR) | 26.                    |
| 3                      | Elena Cecchini (ITA)   | 37.                    |
| 4                      | Tiffany Cromwell (AUS) | 69.                    |
| 5                      | Christa Riffel (GER)   | 94.                    |
| 6                      | Hannah Ludwig (GER)    | 70.                    |
| 7                      | Omer Shapira (ISR)     | 39.                    |

| Bigla BIG | Bigla BIG                          | Bigla BIG |
| --------- | ---------------------------------- | --------- |
| Nr.       | Rytter                             | Placering |
| 11        | Cecilie Uttrup Ludwig (DEN)        | 10.       |
| 12        | Leah Thomas (USA)                  | 14.       |
| 13        | Mikayla Harvey (NZL)               | 41.       |
| 14        | Elizabeth Banks (GBR)              | 35.       |
| 15        | Nicole Hanselmann (SUI) (landevej) | 72.       |
| 16        | Elise Chabbey (SUI)                | 17.       |
| 17        | Maria Vittoria Sperotto (ITA)      | 61.       |

| Movistar Team MOV | Movistar Team MOV             | Movistar Team MOV |
| ----------------- | ----------------------------- | ----------------- |
| Nr.               | Rytter                        | Placering         |
| 21                | Roxane Fournier (FRA)         | 67.               |
| 22                | Mavi García (ESP)             | 19.               |
| 23                | Lorena Llamas (ESP)           | 36.               |
| 24                | Eider Merino (ESP) (landevej) | 4.                |
| 25                | Lourdes Oyarbide (ESP)        | 44.               |
| 26                | Sheyla Gutiérrez (ESP)        | 64.               |
| 27                | Alba Teruel Ribes (ESP)       | 107.              |

| Alé Cipollini ALE | Alé Cipollini ALE      | Alé Cipollini ALE |
| ----------------- | ---------------------- | ----------------- |
| Nr.               | Rytter                 | Placering         |
| 31                | Anna Trevisi (ITA)     | 83.               |
| 32                | Soraya Paladin (ITA)   | 2.                |
| 33                | Karlijn Swinkels (NED) | 109.              |
| 34                | Jelena Erić (SRB)      | 82.               |
| 35                | Diana Peñuela (COL)    | 77.               |
| 36                | Giorgia Bariani (ITA)  | 106.              |

| FDJ-Nouvelle Aquitaine-Futuroscope FDJ | FDJ-Nouvelle Aquitaine-Futuroscope FDJ | FDJ-Nouvelle Aquitaine-Futuroscope FDJ |
| -------------------------------------- | -------------------------------------- | -------------------------------------- |
| Nr.                                    | Rytter                                 | Placering                              |
| 41                                     | Shara Gillow (AUS)                     | 15.                                    |
| 42                                     | Charlotte Bravard (FRA)                | 62.                                    |
| 43                                     | Eugénie Duval (FRA)                    | 30.                                    |
| 44                                     | Victorie Guilman (FRA)                 | 65.                                    |
| 45                                     | Évita Muzic (FRA)                      | 29.                                    |
| 46                                     | Jade Wiel (FRA)                        | 85.                                    |

| WNT-Rotor Pro Cycling WNT | WNT-Rotor Pro Cycling WNT | WNT-Rotor Pro Cycling WNT |
| ------------------------- | ------------------------- | ------------------------- |
| Nr.                       | Rytter                    | Placering                 |
| 51                        | Ane Santesteban (ESP)     | 22.                       |
| 52                        | Lara Vieceli (ITA)        | 31.                       |
| 53                        | Erica Magnaldi (ITA)      | 6.                        |
| 54                        | Clara Koppenburg (GER)    | 1.                        |
| 55                        | Aafke Soet (NED)          | 63.                       |
| 56                        | Claudia Koster (NED)      | 23.                       |
| 57                        | Sarah Rijkes (AUT)        | 49.                       |

| Boels Dolmans DLT | Boels Dolmans DLT      | Boels Dolmans DLT |
| ----------------- | ---------------------- | ----------------- |
| Nr.               | Rytter                 | Placering         |
| 61                | Katie Hall (USA)       | 8.                |
| 62                | Karol-Ann Canuel (CAN) | 9.                |
| 63                | Chantal Blaak (NED)    | 34.               |
| 64                | Skylar Schneider (USA) | 122.              |
| 65                | Jip van den Bos (NED)  | 59.               |
| 66                | Eva Buurman (NED)      | 58.               |

| Sunweb SUN | Sunweb SUN                    | Sunweb SUN |
| ---------- | ----------------------------- | ---------- |
| Nr.        | Rytter                        | Placering  |
| 71         | Susanne Andersen (NOR)        | 76.        |
| 72         | Janneke Ensing (NED)          | 5.         |
| 73         | Juliette Labous (FRA)         | 48.        |
| 74         | Floortje Mackaij (NED)        | 13.        |
| 75         | Pernille Mathiesen (DEN)      | 60.        |
| 76         | Coryn Rivera (USA) (landevej) | 46.        |
| 77         | Julia Soek (NED)              | DNF-4      |

| CCC-Liv CCC | CCC-Liv CCC                             | CCC-Liv CCC |
| ----------- | --------------------------------------- | ----------- |
| Nr.         | Rytter                                  | Placering   |
| 81          | Valerie Demey (BEL)                     | 45.         |
| 82          | Agnieszka Skalniak-Sójka (POL)          | 89.         |
| 83          | Marta Lach (POL)                        | 54.         |
| 84          | Riejanne Markus (NED)                   | 38.         |
| 85          | Pauliena Rooijakkers (NED)              | 11.         |
| 86          | Ashleigh Moolman-Pasio (RSA) (landevej) | 3.          |
| 87          | Evy Kuijpers (NED)                      | 105.        |

| Trek-Segafredo TFS | Trek-Segafredo TFS                    | Trek-Segafredo TFS |
| ------------------ | ------------------------------------- | ------------------ |
| Nr.                | Rytter                                | Placering          |
| 91                 | Audrey Cordon-Ragot (FRA)             | 81.                |
| 92                 | Lotta Lepistö (FIN) (landevej)        | 51.                |
| 93                 | Elisa Longo Borghini (ITA) (landevej) | 20.                |
| 94                 | Anna Plichta (POL)                    | 84.                |
| 95                 | Ellen van Dijk (NED)                  | 18.                |
| 96                 | Ruth Winder (USA)                     | 24.                |
| 97                 | Trixi Worrack (GER)                   | DNF-1              |

| Valcar Cylance VAL | Valcar Cylance VAL              | Valcar Cylance VAL |
| ------------------ | ------------------------------- | ------------------ |
| Nr.                | Rytter                          | Placering          |
| 101                | Maria Giulia Confalonieri (ITA) | 86.                |
| 102                | Silvia Pollicini (ITA)          | 79.                |
| 103                | Barbara Malcotti (ITA)          | 28.                |
| 104                | Dalia Muccioli (ITA)            | 97.                |
| 105                | Asja Paladin (ITA)              | 88.                |
| 106                | Alessia Vigilia (ITA)           | 101.               |
| 107                | Ilaria Sanguineti (ITA)         | 87.                |

| Bizkaia-Durango BDP | Bizkaia-Durango BDP     | Bizkaia-Durango BDP |
| ------------------- | ----------------------- | ------------------- |
| Nr.                 | Rytter                  | Placering           |
| 111                 | Sandra Alonso (ESP)     | 78.                 |
| 112                 | Cristina Martínez (ESP) | 53.                 |
| 113                 | Natalie Grinczer (GBR)  | 66.                 |
| 114                 | Aroa Gorostiza (ESP)    | 130.                |
| 115                 | Ariana Gilabert (ESP)   | DNF-3               |
| 116                 | Nicole D'agostin (ITA)  | 33.                 |
| 117                 | Doris Schweizer (SUI)   | DNF-3               |

| Doltcini-Van Eyck Sport DVE | Doltcini-Van Eyck Sport DVE   | Doltcini-Van Eyck Sport DVE |
| --------------------------- | ----------------------------- | --------------------------- |
| Nr.                         | Rytter                        | Placering                   |
| 121                         | Tetyana Riabchenko (UKR)      | 27.                         |
| 122                         | Daniela Reis (POR) (landevej) | 71.                         |
| 123                         | Séverine Eraud (FRA)          | 75.                         |
| 124                         | Marion Sicot (FRA)            | 91.                         |
| 126                         | Mieke Docx (BEL)              | 121.                        |
| 127                         | Bryony van Velzen (NED)       | DNF                         |

| Drops DRP | Drops DRP                | Drops DRP |
| --------- | ------------------------ | --------- |
| Nr.       | Rytter                   | Placering |
| 131       | Grace Anderson (NZL)     | 114.      |
| 132       | Anna Christian (GBR)     | 57.       |
| 133       | Elizabeth Holden (GBR)   | 52.       |
| 134       | Manon Lloyd (GBR)        | 119.      |
| 135       | Abby-Mae Parkinson (GBR) | 40.       |
| 136       | Hannah Payton (GBR)      | DNS-3     |

| Health Mate-Ladies Team HMT | Health Mate-Ladies Team HMT       | Health Mate-Ladies Team HMT |
| --------------------------- | --------------------------------- | --------------------------- |
| Nr.                         | Rytter                            | Placering                   |
| 141                         | Kathrin Schweinberger (AUT)       | 99.                         |
| 142                         | Christina Schweinberger (AUT)     | 118.                        |
| 143                         | Kirstie van Haaften (NED)         | DNS-2                       |
| 144                         | Fien Delbaere (BEL)               | 104.                        |
| 145                         | Zsófia Szabó (HUN)                | 128.                        |
| 146                         | Sara Mustonen (SWE)               | 102.                        |
| 147                         | Laura Camila Lozano Ramirez (COL) | 55.                         |

| Lotto Soudal Ladies LSL | Lotto Soudal Ladies LSL   | Lotto Soudal Ladies LSL |
| ----------------------- | ------------------------- | ----------------------- |
| Nr.                     | Rytter                    | Placering               |
| 151                     | Kelly Van den Steen (BEL) | 25.                     |
| 152                     | Julie Van de Velde (BEL)  | 7.                      |
| 153                     | Demi de Jong (NED)        | 56.                     |
| 154                     | Danique Braam (NED)       | 90.                     |
| 155                     | Marie Dessart (BEL)       | 32.                     |
| 156                     | Puck Moonen (NED)         | 92.                     |
| 157                     | Dani Christmas (GBR)      | 42.                     |

| Sopela Women's Team SWT | Sopela Women's Team SWT       | Sopela Women's Team SWT |
| ----------------------- | ----------------------------- | ----------------------- |
| Nr.                     | Rytter                        | Placering               |
| 161                     | Yurani Blanco Calbet (ESP)    | 125.                    |
| 162                     | Ariadna Trias (ESP)           | 132.                    |
| 163                     | Mireia Trias (ESP)            | 80.                     |
| 164                     | Elne Owen (RSA)               | HD-3                    |
| 165                     | Alexandra Moreno (ESP)        | HD-3                    |
| 166                     | Andere Basterra (ESP)         | DNF-1                   |
| 167                     | Isabel Ferreres Navarro (ESP) | HD-3                    |

| Charente-Maritime CMW | Charente-Maritime CMW | Charente-Maritime CMW |
| --------------------- | --------------------- | --------------------- |
| Nr.                   | Rytter                | Placering             |
| 171                   | Pauline Allin (FRA)   | 116.                  |
| 172                   | India Grangier (FRA)  | 117.                  |
| 173                   | Noémie Abgrall (FRA)  | 108.                  |
| 174                   | Manon Minaud (FRA)    | DNF-4                 |
| 175                   | Lucie Lahaye (FRA)    | 123.                  |
| 176                   | Gladys Verhulst (FRA) | DNF-4                 |
| 177                   | Anaïs Morichon (FRA)  | HD-4                  |

| Massi Tactic MAT | Massi Tactic MAT           | Massi Tactic MAT |
| ---------------- | -------------------------- | ---------------- |
| Nr.              | Rytter                     | Placering        |
| 181              | Belén López (ESP)          | 95.              |
| 182              | Teresa Ripoll Sabate (ESP) | 134.             |
| 183              | Elisabet Llabres (ESP)     | DNF-3            |
| 184              | Mireia Benito (ESP)        | 133.             |
| 185              | Nekane Gomez (ESP)         | DNF-3            |
| 186              | Sandra Moral (ESP)         | 136.             |
| 187              | Sofia Barriguete (ESP)     | DNF-2            |

| Norge NOR | Norge NOR             | Norge NOR |
| --------- | --------------------- | --------- |
| Nr.       | Rytter                | Placering |
| 191       | Katrine Aalerud       | 12.       |
| 192       | Stine Borgli          | 47.       |
| 193       | Line Marie Gulliksen  | 129.      |
| 194       | Emilie Moberg         | 93.       |
| 195       | Vita Heine (landevej) | 21.       |
| 196       | Ingrid Moe            | 120.      |
| 197       | Ingrid Lorvik         | 73.       |

| Watersley International ___ | Watersley International ___ | Watersley International ___ |
| --------------------------- | --------------------------- | --------------------------- |
| Nr.                         | Rytter                      | Placering                   |
| 201                         | Désirée Ehrler (SUI)        | 115.                        |
| 202                         | Femke Geeris (NED)          | DNF-3                       |
| 203                         | Lisa Groothuesheidkamp      | HD-3                        |
| 204                         | Sarah Inghelbrecht (BEL)    | 110.                        |
| 205                         | Nicola Juniper (GBR)        | 43.                         |
| 206                         | Corinna Lechner (GER)       | 74.                         |

| Remax Cycling Team ___ | Remax Cycling Team ___  | Remax Cycling Team ___ |
| ---------------------- | ----------------------- | ---------------------- |
| Nr.                    | Rytter                  | Placering              |
| 211                    | Fabienne Buri (SUI)     | 127.                   |
| 212                    | Marcia Eicher (SUI)     | 68.                    |
| 213                    | Vera Adrian (NAM)       | 112.                   |
| 214                    | Jutta Stienen (SUI)     | DNS-3                  |
| 215                    | Sandra Weiss (SUI)      | 100.                   |
| 216                    | Fabienne Tinguely (SUI) | DNF-2                  |
| 217                    | Selina Burch (SUI)      | 103.                   |

| Bio Frais ___ | Bio Frais ___          | Bio Frais ___ |
| ------------- | ---------------------- | ------------- |
| Nr.           | Rytter                 | Placering     |
| 221           | Loriane Ceyssat (FRA)  | 111.          |
| 222           | Alice Coutinho (FRA)   | DNF           |
| 223           | Camille Devi (FRA)     | HD-4          |
| 224           | Annabel Fisher (GBR)   | 50.           |
| 225           | Aline Guglielmi (FRA)  | 124.          |
| 226           | Manon Souyris (FRA)    | 98.           |
| 227           | Meret Zimmermann (SUI) | 96.           |

| Team Stuttgart ___ | Team Stuttgart ___          | Team Stuttgart ___ |
| ------------------ | --------------------------- | ------------------ |
| Nr.                | Rytter                      | Placering          |
| 231                | Jacqueline Dietrich (GER)   | 113.               |
| 232                | Hannah Fandel (GER)         | 135.               |
| 233                | Lea Feder (GER)             | HD-4               |
| 235                | Paulina Maxima Klimsa (GER) | HD-3               |
| 236                | Lisa Robb (GER)             | 131.               |

| DN Languedoc Le Boulou ___ | DN Languedoc Le Boulou ___   | DN Languedoc Le Boulou ___ |
| -------------------------- | ---------------------------- | -------------------------- |
| Nr.                        | Rytter                       | Placering                  |
| 241                        | Gabrielle Traxler (AUT)      | DNF-3                      |
| 243                        | Amy Jones (GBR)              | DNS-3                      |
| 244                        | Trine Holmsgaard             | DNS-4                      |
| 245                        | Molly Elizabeth Supple (FRA) | DNF-2                      |
| 246                        | Jessy Druyts (BEL)           | 126.                       |

| Delikia Ginestar ___ | Delikia Ginestar ___            | Delikia Ginestar ___ |
| -------------------- | ------------------------------- | -------------------- |
| Nr.                  | Rytter                          | Placering            |
| 251                  | Cristina Soler Llacer (ESP)     | DNF-2                |
| 252                  | Cecilia Sopena Espa (ESP)       | DNF-2                |
| 253                  | Maria Cinta Sancho Llopis (ESP) | DNS-4                |
| 254                  | Sara Bonillo Talens (ESP)       | HD-4                 |
| 255                  | Melisa Gomiz Perez (ESP)        | DNF-1                |
| 256                  | Sofia Martinez Pico (ESP)       | DNF-4                |